# 경유격
경유격(영어:initiative, 축약:INITI)은 행동의 시작을 뜻하는 격이지만 egressive case와는 다르다. 
이 격은 만주어에서 접미사"-deri"를 통해 나타난다. 

## 예시
booderi "집에서 시작하여"